# Le Lait de la mort
Le Lait de la mort est une nouvelle du recueil Nouvelles orientales de Marguerite Yourcenar, paru en 1938. 
Il s'agit d'un remaniement du récit traditionnel albanais Keshtjella e Rozafes (Le Château de Rozafa).

## Résumé
Trois frères construisent une tour qui s'effondre souvent. Les villageois leur disent que pour que la tour reste debout une personne doit être sacrifiée et enterrée sous la construction. 
Ne voulant pas sacrifier quelqu'un au hasard, ils décident que ce sera une de leurs épouses, celle qui leur apportera le repas le lendemain midi. L'aîné espère que ce sera sa femme, car il ne l'aime pas et n'attend qu'une chose : qu'elle meure pour qu'il puisse se remarier. Le second a l'intention de prévenir sa femme pour qu'elle reste chez elle. Seul le cadet est ennuyé, car il ne veut pas trahir sa parole en prévenant son épouse.
Le lendemain, c'est la femme du cadet qui, suppliée par ses belles-sœurs, apporte le repas aux trois hommes. Désemparé, le cadet supplie ses frères de lui laisser la vie sauve. En voulant l'éloigner, ses frères le tuent en le frappant à la tête. Comprenant son sort, l'épouse demande aux "méchants" frères de laisser ses seins et ses yeux libres pour que son enfant puisse continuer à boire son lait, trois fois par jour et qu'elle puisse le voir.  Alors durant deux années, le lait coule des seins de la jeune femme jusqu'à ce que l'enfant sevré se détourne lui-même de sa mère.